# (26210) Lingas
(26210) Lingas est un astéroïde de la ceinture principale.

## Description
(26210) Lingas est un astéroïde de la ceinture principale. Il fut découvert le 6 septembre 1997 dans le Parc national des Cévennes par l'Observatoire des Pises. Il présente une orbite caractérisée par un demi-grand axe de 2,71 UA, une excentricité de 0,17 et une inclinaison de 11,4° par rapport à l'écliptique.

## Compléments